# Sandship:Crafting Factory
『Sandship:Crafting Factory』（サンドシップ クラフティングファクトリー）は、2020年5月5日にAndroid、iPhone向けに配信されたRockbite Games作の工場建設シミュレーションゲーム。
ゲーム内課金があり、日本語には対応していない。

## 概要
動かなくなった砂漠船＝サンドシップ内にある工場で、資源を生産、加工。サンドシップを復旧し、世界を探索するゲーム。
工場内に自由に機械を配置、パーツを効率的に生産できるようにする。

## 流れ
さまざまな機械を組み合わせて部品を生産する工場の効率化を図るゲームであり、機械の数は40個以上、資源や部品の数は100個を超える。工場を動かすにはSubstanceと言われる燃料が必要でそれの管理を行ったり、金銭の管理をできたりする。
具体的には、SANDSHIP内の工場で機械同士を組み合わせ資源や部品を加工し、QUESTやCONTRACTSで、開発資材や金銭を集め、RESEARCHで新しい機械を開発し、新しいパーツを製作するためにまたSANDSHIP内の工場で機械同士を組み合わせ資源や部品を加工するというような流れが続く。
SANDSHIPにはスペースがあり、その中でさまざまな形の工場を組み合わせることができる。資源が集まり、レベルが上がればスペースを大きくでき、Substanceの生産量が増加する。工場にもスペースがありその中で様々な機械を組み合わせる。こちらは工場内のスペースを資材を消費した上で最大にし、金銭が集まればスペースを大きくできる。工場の種類は4種類ほどある。工場を動かすためにはSubstanceが必要であり、それの生産も専用の工場でできる。
QUESTではストーリを進める上で大事な要素であり、ゲーム内で一定の操作をすると金銭やジェムという課金対象のアイテムをもらえ、ストーリーが進行する。
CONTRACTSでは、資材を消費して開発資材や金銭、経験値を集めることができ、ジェムで加速できる。
RESEARCHでは大量の資材と開発資材、金銭を使い、新しい機械や部品を開発できる。